# 照鏡潭

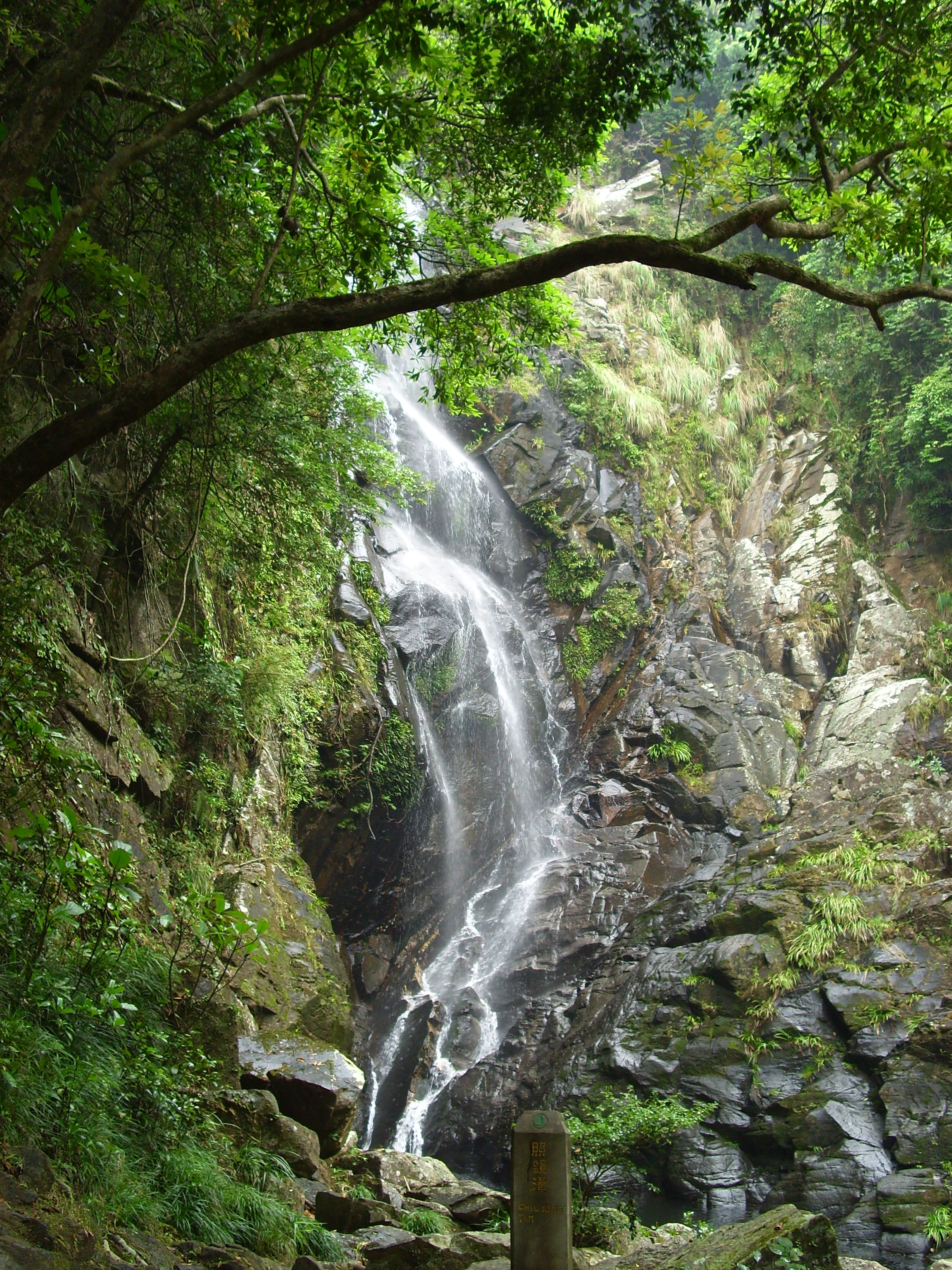
照鏡潭

照鏡潭（英語：Mirror Pool），原名灶頸潭，位於香港新界大埔區之船灣郊野公園。景點包括「照鏡潭瀑布」及「照鏡潭」，瀑布的高度達35米，水花四濺，令觀光客有極端清涼的感覺。沿著水潭邊，有幾塊巨岩可供仰臥，感受天然景觀。水潭共有兩層：頂層由水潭頂部穿過圓孔瀉下河水而形成；孔高約3米，河水由頂層流往下層，下層的水潭稱為「譅龍潭」，獲譽為香港最壯觀的瀑布，吸引不少觀光客前往拍照。

## 名字由來
新娘潭旁邊的照鏡潭因傳說中死去新娘在該潭上照鏡而得來的.

## 公共交通
- 巴士
  - 在港鐡大埔墟站乘搭九龍巴士營運的75K路線到大美督，再步行約40分鐘。
  - 在港鐡大埔墟站乘搭九龍巴士營運的275R路線直達（只在星期日及公眾假期行駛）。
- 小巴
  - 在港鐡大埔墟站乘搭綠色專線小巴20R路線。
  - 在港鐡大埔墟站乘搭綠色專線小巴20C路線到大美督，再步行約40分鐘。

## 鄰近觀光熱點
- 新娘潭：水潭面積廣闊，水深而清，夏季在這裡游泳，清涼消暑。
- 龍珠潭